# Barylypa indianensis
Barylypa indianensis là một loài tò vò trong họ Ichneumonidae.